# Kate Dwyer
Catherine Winifred "Kate" Dwyer (nascida Golding; 13 de junho de 1861 – 3 de fevereiro de 1949) foi uma educadora, sufragista e ativista trabalhista australiana.

## Vida
Dwyer nasceu em Tambaroora, Wellington County, Nova Gales do Sul, filha de Joseph Golding (falecido em 1890), um garimpeiro de Galway, Irlanda, e de sua esposa escocesa, Ann (falecida em 1906). Ela estudou na Escola Pública de Hill End.
Em 1880 ela começou a lecionar na Escola Pública de Tambaroora, ela lecionou em várias escolas primárias públicas em Nova Gales do Sul, até se casar com o professor Michael Dwyer em 1887. A partir de 1894, eles passaram a morar em Sydney, onde Kate se tornou membro da Liga pelo Sufrágio Feminino de Nova Gales do Sul, suas irmãs, Annie e Belle, também eram membros.
Ela foi fundadora da Associação Progressiva de Mulheres em 1901. A organização promoveu a entrada de mulheres em profissões jurídicas e benefícios iguais para as mulheres após o divórcio. Interessada nas condições de trabalho das mulheres, ela também fundou o Sindicato das Mulheres Operárias para empregadas domésticas e de fábricas em regiões periféricas. Ela foi ativa contra a conscrição durante a Primeira Guerra Mundial. Em 1916, Dwyer foi a primeira mulher na Austrália a ser eleita membro do Senado da Universidade de Sydney. Nessa posição, em 1918, ela propôs uma resolução para apoiar a introdução de legislação permitindo mulheres a entrarem na profissão jurídica. Em maio de 1921, ela foi uma das primeiras 61 mulheres a serem nomeadas juízas de paz em Nova Gales do Sul.
Dwyer morreu no dia 3 de fevereiro de 1949 em Sydney, Nova Gales do Sul, Austrália.

## Legado
Uma rua em Cook, um subúrbio de Canberra, leva seu nome em sua homenagem.